# 喜願寺
喜願寺（きがんじ）は、東京都八王子市にあった仏教寺院。時宗。

## 概略と沿革
時宗当麻派本山・無量光寺の末である向得寺の末寺。1873年（明治6年）に火災に遭い、1885年（明治18年）に廃寺となる。地元出身の自由民権運動家で伝道士の山上卓樹の影響で、檀家は軒並みキリスト教に改宗した。寺の墓地だけが残っている。

## 交通アクセス
京王電鉄京王八王子駅から西東京バスで泉町バス停留所を下車すぐ

## 外部サイト
- 八王子・泉町を歩く - 現地探訪記